# Vosbles-Valfin
Vosbles-Valfin é uma comuna francesa na região administrativa da Borgonha-Franco-Condado, no departamento de Jura. Estende-se por uma área de 21.34 km². Em 2010 a comuna tinha 191 habitantes (densidade: 9 hab./km²).
Foi criada em 1 de janeiro de 2018, a partir da fusão das antigas comunas de Valfin-sur-Valouse e Vosbles.